# عقلة الإصبع (أنمي)
عقلة الإصبع (بالإنجليزية: Bōken Korobokkuru)‏ هي مسلسل رسوم متحركة ياباني (أنمي). وهي مستندة لكتاب الأطفال قصص كوروبوكلي من قبل ساتورو ساتو، والتي استندت إلى بعض الحكايات الشعبية الشمالية من شعب آينو. وتتكون المسلسل من 26 حلقة وتم بثها في الأصل على قناة يوميأوري.

## وصلات خارجية
- عقلة الإصبع على موقع ANN anime (الإنجليزية)

- 3194 في شبكة أخبار الأنمي